# الطريق إلى ريو (فلم 1931)
الطريق إلى ريو (بالألمانية: Der Weg nach Rio) هو فيلم جريمة ألماني أنتج عام 1931 من إخراج مانفريد نوا وبطولة ماريا ماتراي وأوسكار هومولكا وأوسكار ماريون. تم عرضه لأول مرة في 15 يناير 1931. تم تصويره في استوديوهات بابلسبيرج في بوتسدام. تم تصميم مجموعات الفيلم من قبل المخرجين الفنيين هانز سونلي وأوتو إردمان.

## ملخص
تذهب كاتبة الاختزال إنجي وخطيبها كارل في رحلة ممتعة ويرتكبان حادث دهس بعد أن دهسا طفلاً في الطريق. تكتشف صاحبة النزل المشبوهة أمر هروبهما، فتسلم إنجي إلى قواد أرجنتيني وتسمح للشرطة باعتقال كارل. في "كازينو إنترناشيونال" في ريو، تُحتجز إنجي في كنيسة، ومثلها كمثل جميع الفتيات الأخريات هناك، تضطر إلى ممارسة الدعارة للضيوف عند الطلب. يكتشف كارل، الذي أُطلق سراحه في هذه الأثناء من السجن، مكان إنجي ويساعدها على الفرار.

## طاقم العمل
- ماريا ماتراي بدور إنجي ويبر - داس أوبفر
- أوسكار هومولكا بدور ريكاردو
- أوسكار ماريون بدور كارل بلاتكي
- سينتا سونيلاند بدور بيرتا أندرسن، مدير الفندق
- لويس رالف في دور فيليس
- هرتا فون فالتر في دور ماريتا
- كورت جيرون في دور مدير الكازينو
- جوليوس فالكنشتاين في دور موشيكا، بانتاجينبيستزر
- إدوارد فون فينترستاين في دور مفوض الشرطة
- أليكسا من بورمبسكي

## روابط خارجية
- الطريق إلى ريو  في قاعدة بيانات الأفلام على الإنترنت (بالإنجليزية)